# Белорусская нива (1925)
«Белору́сская ни́ва» (бел. Беларуская ніва) — газета революционно-демократической направленности, неофициальный орган Белорусской крестьянско-рабочей грамады (БКРГ). Издавалась на белорусском языке трижды в неделю в Вильнюсе с 18 ноября 1925 до конца 1926. Во многом продолжала программу газеты «Белорусская доля». Всего вышло 35 номеров, 4 из которых были конфискованы.

## Редакция
Редактором-издателем газеты являлся Я. Мартиневский, фактическим политическим редактором - член ЦК КПЗБ Я. С. Бобрович. В состав редакции также входили П.В. Метла, С.А. Рак-Михайловский, Б.А. Тарашкевич.

## Повестка и содержание газеты
Повестка газеты «Белорусская нива» включала разделы по внутренней и внешней политике, национальной культуре и школе, оперативную информацию, хроники, печатала письма в редакцию и ответы читателям, сообщения из Советской Беларуси. Газета объединяла белорусскую оппозицию к правительству межвоенной Польши, публиковала выступления и парламентские обращения белорусских депутатов сейма и сенаторов, выступала за создание единого фронта национальных меньшинств Польши.
Особое внимание уделялось критике колониальной политики правительства, польского варианта «Столыпинщины» (переселение осадников в Восточные Кресы), освещению финансово-экономического кризиса в стране, зависимости Польши от иностранного капитала, росту безработицы, разоблачению попыток правительства выйти из тяжёлого положения за счёт бедных и средних слоев населения. Выход из кризиса редакция газеты видела в радикальных реформах, передаче всей земли крестьянству, индустриализации страны, гарантии прав белорусов на самоопределение, национальном равноправии.
Печатала про крестьянское и рабочее движение в Западной Беларуси, в ряде материалов (за 21-25 ноября и 5 декабря 1925) разоблачались стремления Юзефа Пилсудского захватить власть. В связи с 20-летием Белорусской социалистической грамады (БСГ) на страницах газеты были напечатаны статья «Из истории БСГ» А. Луцкевича (под криптонимом «Г. Б.»), а также редакционная статья «Под флагом социализма» (обе 5 декабря 1925), где подчеркивалось, что БСГ придерживалась белорусского пути в переходе к социализму на основе единства идеалов и общественных интересов трудового крестьянства и городских работников.
В редакционных материалах (статья «Единая идеология» от 20 февраля 1926 и др.) и полемических выступлениях Тарашкевича «Белорусская нива» критично относилась к газете депутатов сейма Василия Рогули и Фабиана Яремича «Крестьянская нива». Они своими действиями разрушали единый фронт белорусского национального возрождения, противопоставляли крестьянство рабочему классу и другим слоям трудящихся.
В «Белорусской ниве» разоблачалась соглашательскую политику Павлюкевича и газеты «Белорусское слово» (бел. «Беларускае слова»), которые выступали против БССР, рабочего и социалистического движения, шли на сговор с польским национализмом. В 1926 году газета приобрела более радикальную направленность, критикуя слабые стороны парламентской демократии, а также выступая за непосредственное представительство народа в форме советов крестьянских и рабочих депутатов (статья «Банкротство	парламентаризма» от 9 января 1926). Социально-экономический кризис капитализма, по мнению авторов и издателей газеты, породил в Европе фашизм (статья «Символ смерти» от 16 января 1926).

## Роль газеты в культурной и образовательной сферах Западной Беларуси
Печатала юридические советы Товарищества белорусской школы по организации школ с белорусским языком обучения и других культурно-образовательных учреждений Западной Беларуси, содействовала развитию художественной самодеятельности на селе, поддерживала белорусские гимназии. На страницах газеты помещены записи о борьбе крестьянства за белорусскую школу (статья «Из жизни Гродненщины: деревня Чамяры Слонимского повета» от 25 декабря 1925), рецензии на постановку пьесы В. Дунин-Марцинкевича «Залёты» в дер. Конюхи Ляховичской гмины, публицистические и литературные произведения Владимира Жилки, Фёдора Ильяшевича, Якуба Миско, Петра Метлы, Алеся Сологуба, Бронислава Тарашкевича и др. Также в газете печатались обзоры театрального и изобразительного искусства в БССР.